# Arabika
Le massif Arabika ou Arbaïka (en géorgien : არაბიკა) appartient aux monts de Gagra, dans le Caucase occidental. Il est situé dans la province sécessionniste d'Abkhazie en Géorgie. Il culmine à 2 661 mètres d'altitude, au pic Arabica (43° 24′ 58″ N, 40° 21′ 23″ E).

## Toponymie
Le nom de ce massif montagneux viendrait du mot abkhaze « арбаҕь аика / arbak aika » désignant la crête d'un coq, en relation avec la forme du massif.

## Géographie
Le massif Arabika recèle notamment les quatre plus profondes cavités naturelles au monde, en 2018 : Veryovkina, Krubera-Voronja, Sarma (en) et Snezhnaya (es).

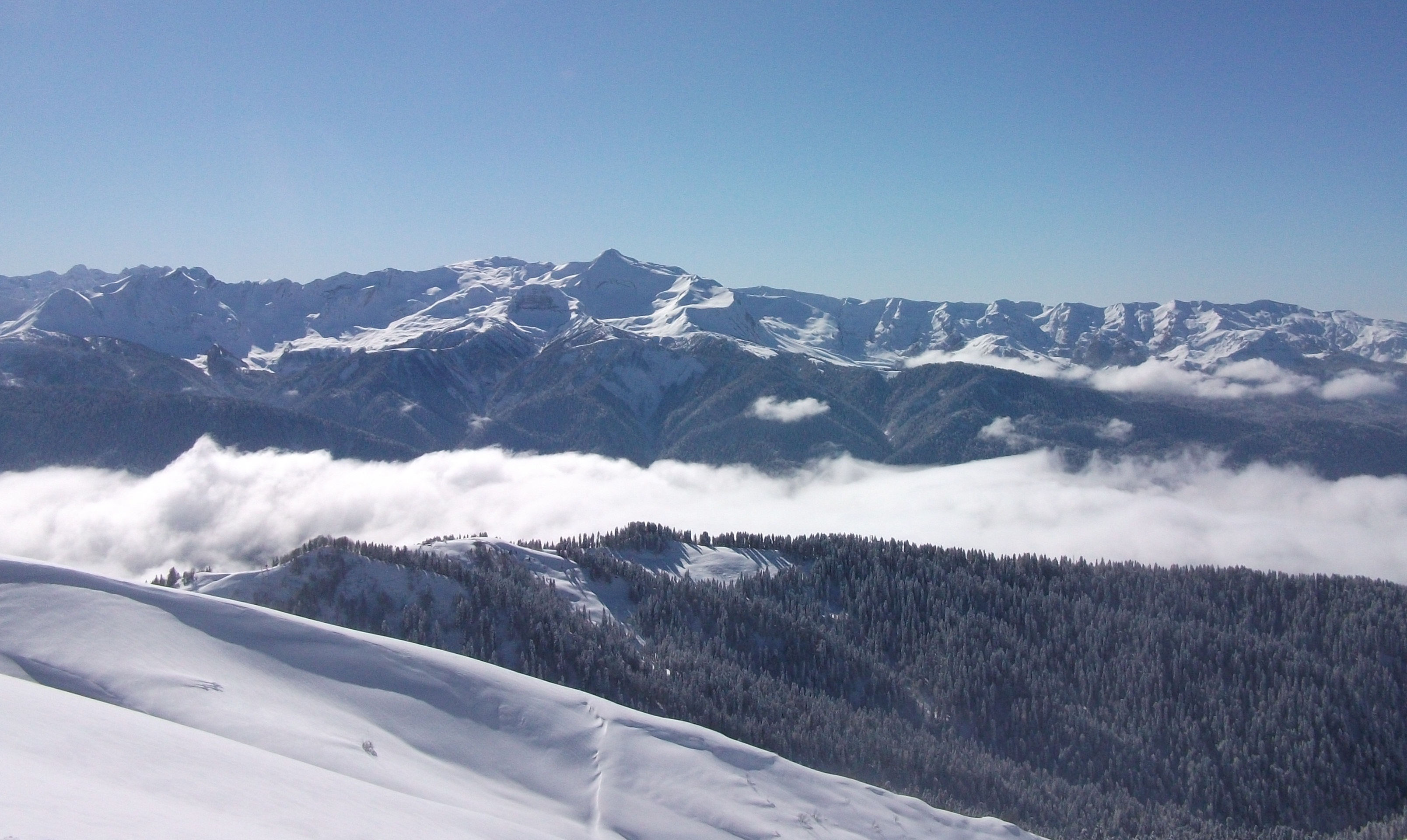
Le massif Arabika vu de la chaîne Aibga (en).
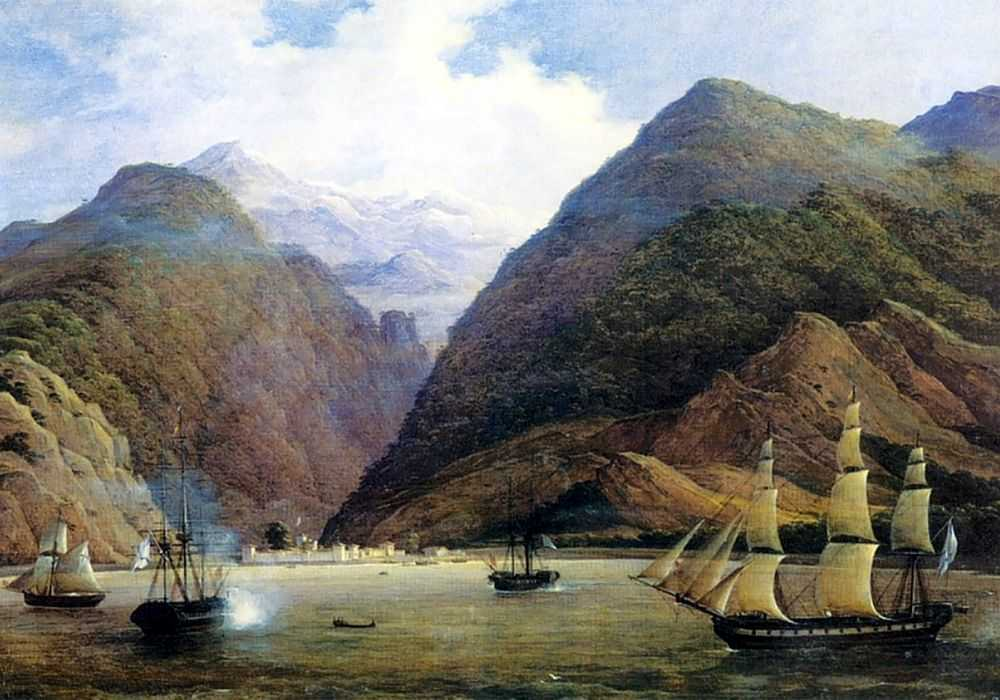
Le massif Arabika vu de la mer Noire vers le milieu du XIXe siècle.
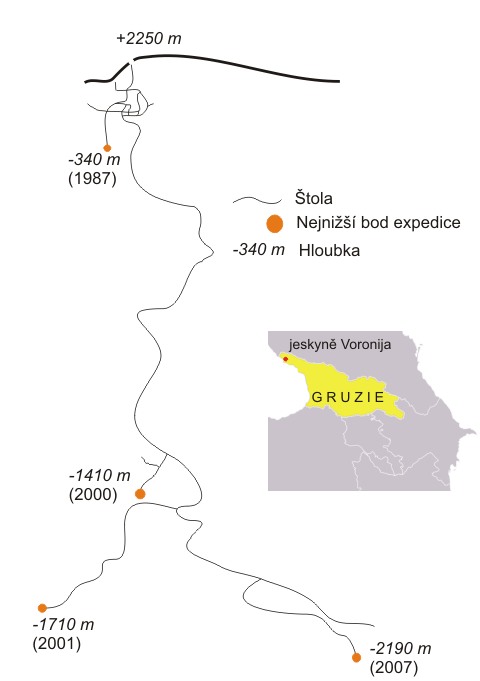
Schéma du gouffre Krubera-Voronja.
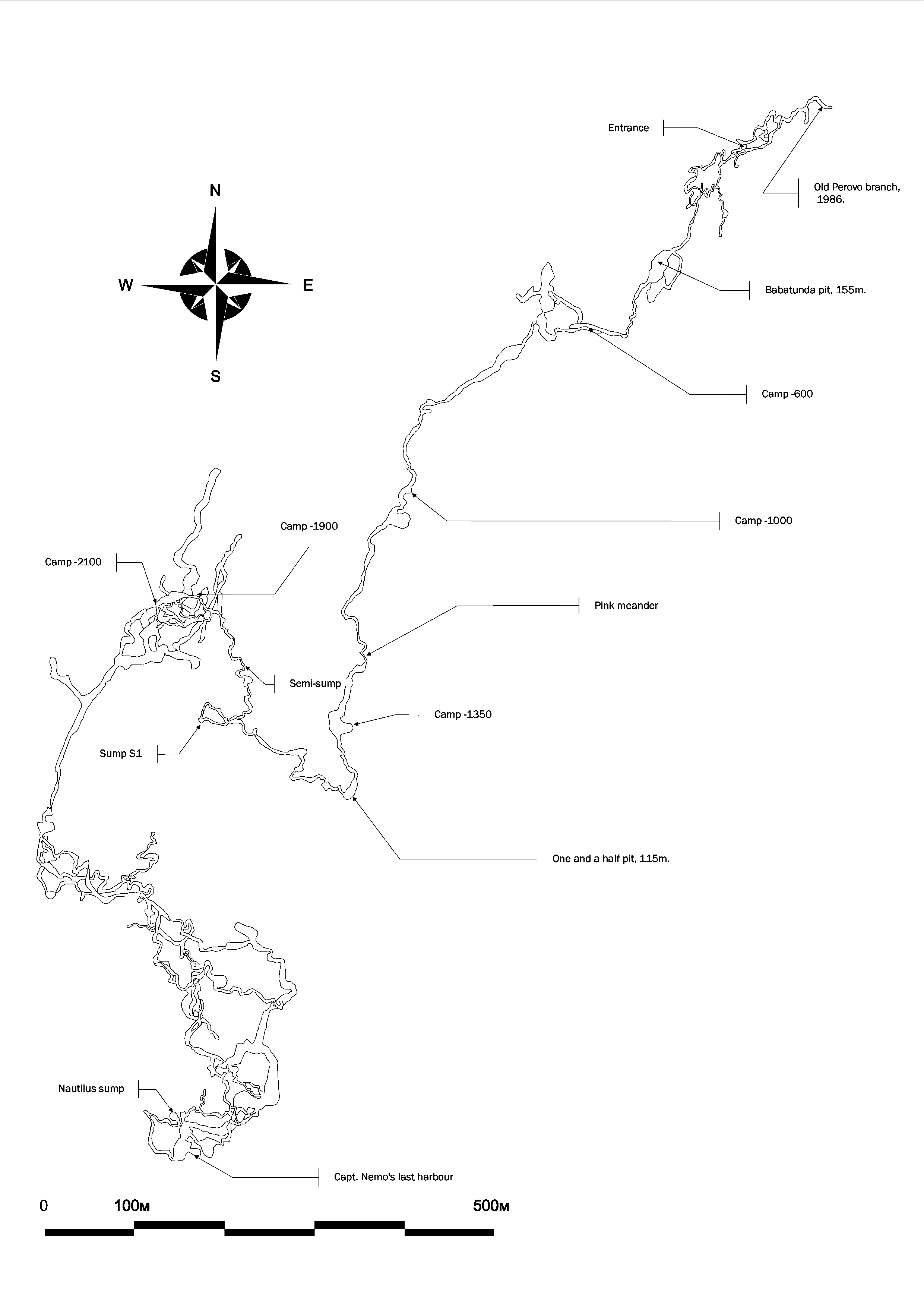
Schéma du gouffre Veryovkina.